# Особняк Аршавського
Особняк Аршавського (або «Дім невтішної вдови», «Дім вдови, що плаче», «Будинок вдови, що плаче») — пам'ятка архітектури в Києві на Липках на вулиці Лютеранській, 23. Побудований у 1907 році за проєктом архітектора Едуарда Брадтмана в стилі раннього модерну. Має статус пам'ятки архітектури місцевого значення.
Будинок відомий під поетичною назвою «Дім невтішної вдови», ймовірно, через те, що його головний фасад вінчає жіноча маска і під час дощу кам'яними щоками сумної красуні невпинно течуть сльози. За легендою, будинок належав якійсь безутішній вдові, але насправді його замовив Сергій Аршавський. Ні він, ні його родина не бідували..

## Історія
У 1882 році садибу на розі Лютеранської та Банкової вулиць придбав коле́зький радник Андрій Михайлович Гербаневський і звів на ній одноповерховий дерев'яний будинок. Окрім будинку, тут розміщувались невеличкий сад з фонтаном та одноповерхові служби — каретня, стайня, комора. У 1902 році садиба за заповітом перейшла у власність поміщика Пирятинського повіту, підпоручика Льва Михайловича Гербаневського.
У 1905 році садибу придбав полтавський купець 2-ї гільдії Олександр Сергійович Аршавський. Саме він замовив будівництво теперішнього особняка. Автором проєкту став архітектор Едуард Брадтман, який одним із перших почав працювати в Києві в стилі модерну. Будівництво розпочалось у 1907 і було завершене на початку 1908 року. На садибі також з'явились кам'яні двоповерхові служби, в них розміщувалися два приміщення для автомобілів, кімнати для прислуги, дві льодовні та два холодних льохи; у двір були проведені каналізація і водогін. Площу 125 кв. сажнів займав сад.
На будівництво та обладнання модного особняку на Липках Аршавський витратив багато коштів. Щоб сплатити позики, він здав на три роки весь другий поверх В. Слатвінському. Згодом утримувати особняк видалось задорого та у 1913 році Аршавський його продав, а натомість придбав незабудовану ділянку по Крутому Університетському узвозу, 3 та два прибуткових будинки по вул. Басейній, 11 та 13 (колишні будинки В. Спегальського). Новим власником особняку став київський купець 1-ї гільдії Тев'є Мойсейович Апштейн — крупний підприємець Південно-західного краю, якому належали ще декілька будівель в Києві. По його смерті у 1917 році в будинку ще два роки мешкала його вдова, Труня Йосифівна Апштейн, разом із родиною свого сина.
Після революції у 1918 році особняк націоналізували. Надалі тут розміщувались:
- Федерація іноземних груп при ЦК РКП(б) — у березні-серпні 1919 року;
- рос. «Особый отдел XII Армии» — у 1921 році;
- Профспілка Південно-Західної залізниці — у 1922—1925 роках[8].

Потім особняк отримав «спецпризначення». Через близькість до комплексу будівель ЦК КПУ (нині — секретаріат Президента України) він перейшов у власність Управління справами ЦК КПУ. Віталій Врублевський, помічник Володимира Щербицького, писав:
| в особняку останнім мешкав М. В. Підгорний. Відтоді приміщення використовувалось як резиденція для іменитих гостей. Часом тут розміщувались і робочі групи, які готували матеріали для доповідей, коли необхідно було ізолюватися. Це було зручно, тому що садочок особняка через хвіртку в огорожі сполучається з територією основного будинку. Але цей особняк теж має свій секрет. У його підвалі обладнана чарівна сауна. Кажуть, сюди часто приходив П. Ю. Шелест, великий любитель масажу. Любитель настільки, що персональній масажистці дав чудову квартиру в комфортабельному будинку ЦК[10]. |
Після здобуття Україною незалежності «Дім плачучої вдови» став однією з київських офіційних резиденцій Президента (найменшою за розмірами). Тут часто проводив свій час Леонід Кучма, зупинялись Володимир Путін, Мадлен Олбрайт, Кондоліза Райс, принц Андорри, президент Бразилії та інші поважні гості України. У 1997 році особняк був капітально відреставрований, у 2007 його вперше показали журналістам.
З часів, коли тут мешкала родина Аршавських, на дворику збереглось блюдце фонтану з декаданським гіпсовим лебедем-вазонкою, а в інтер'єрі — три люстри Сваровські, ліпнина і камін.

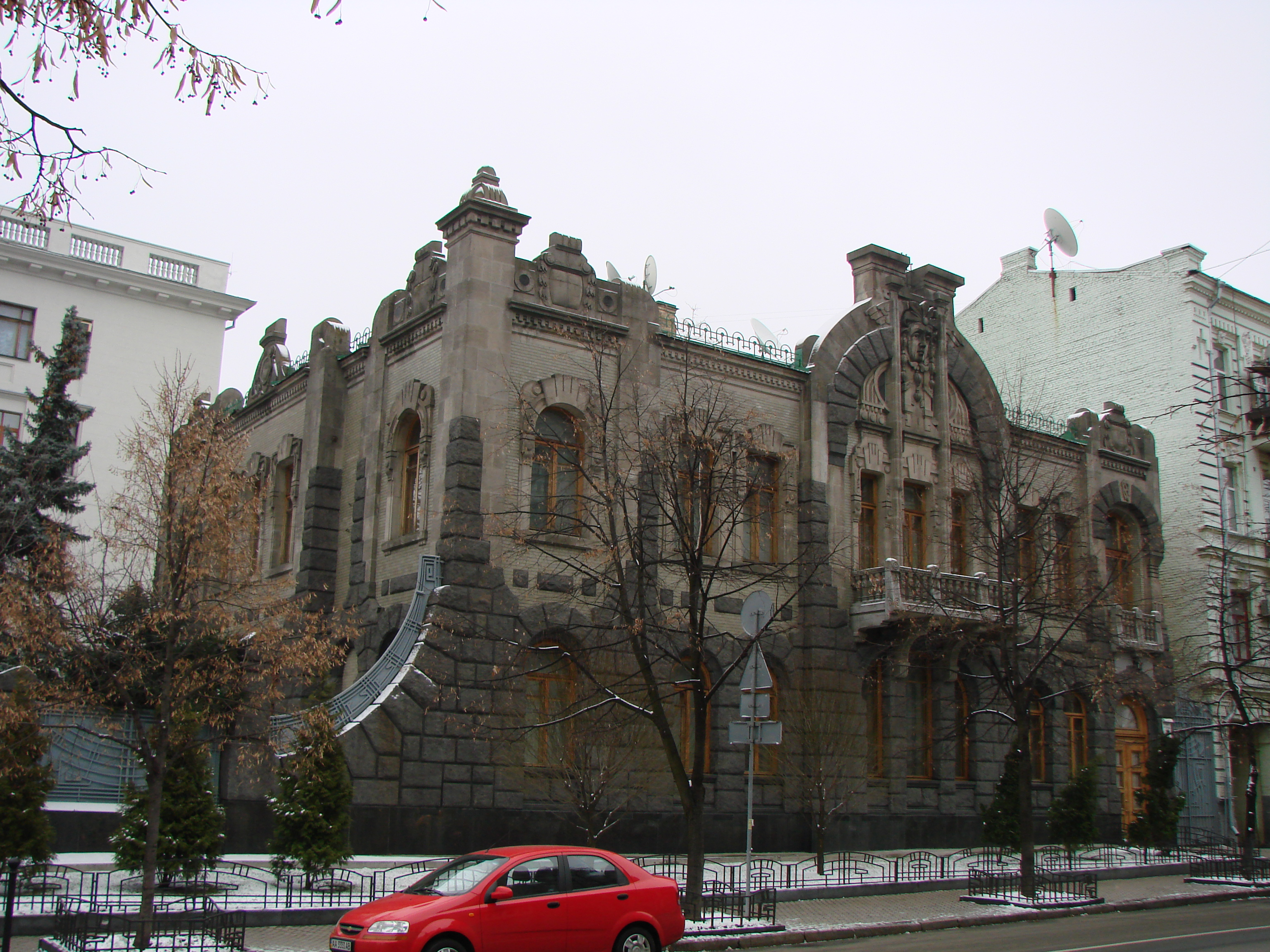
Особняк Аршавського
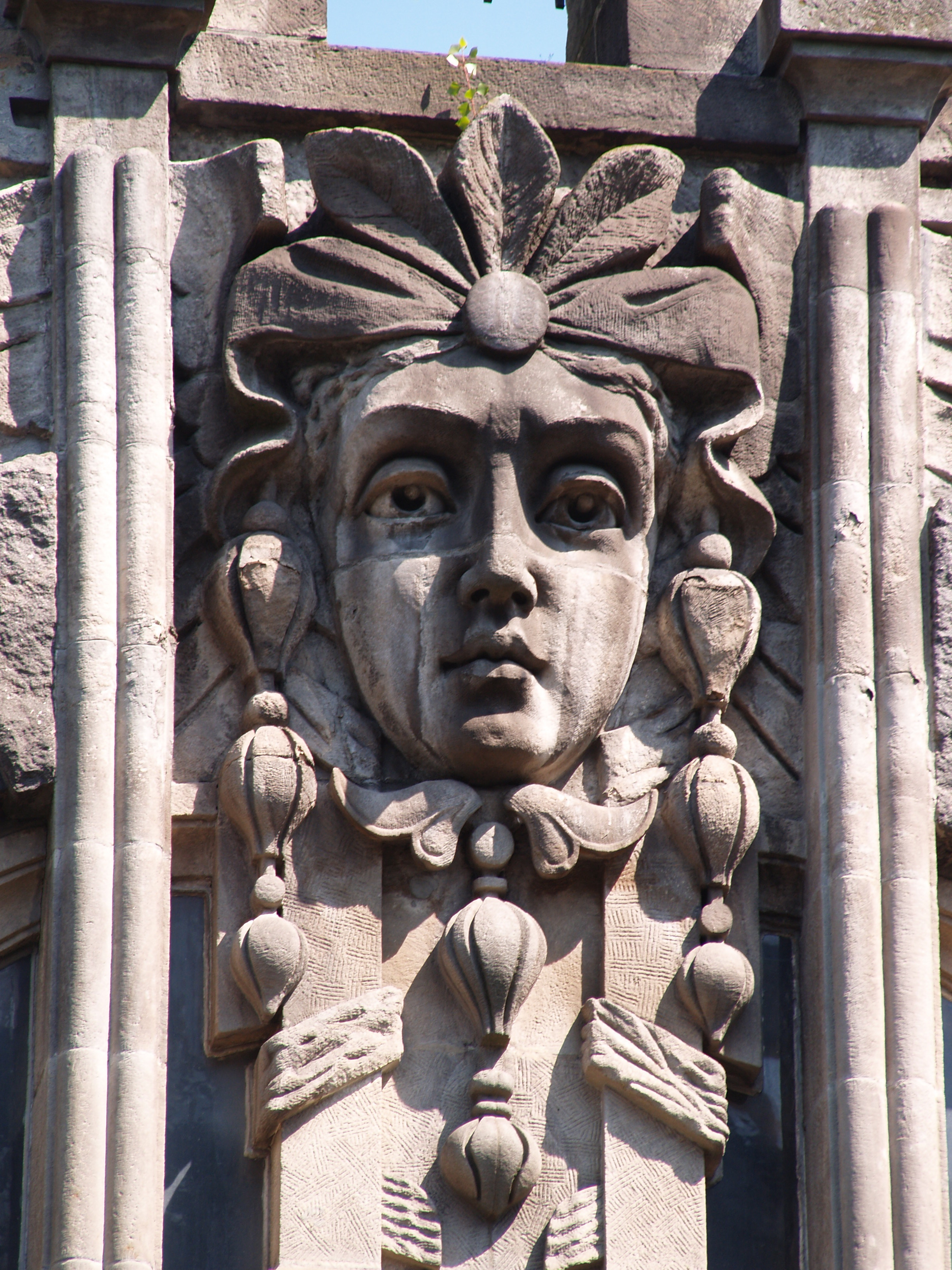
Маскарон
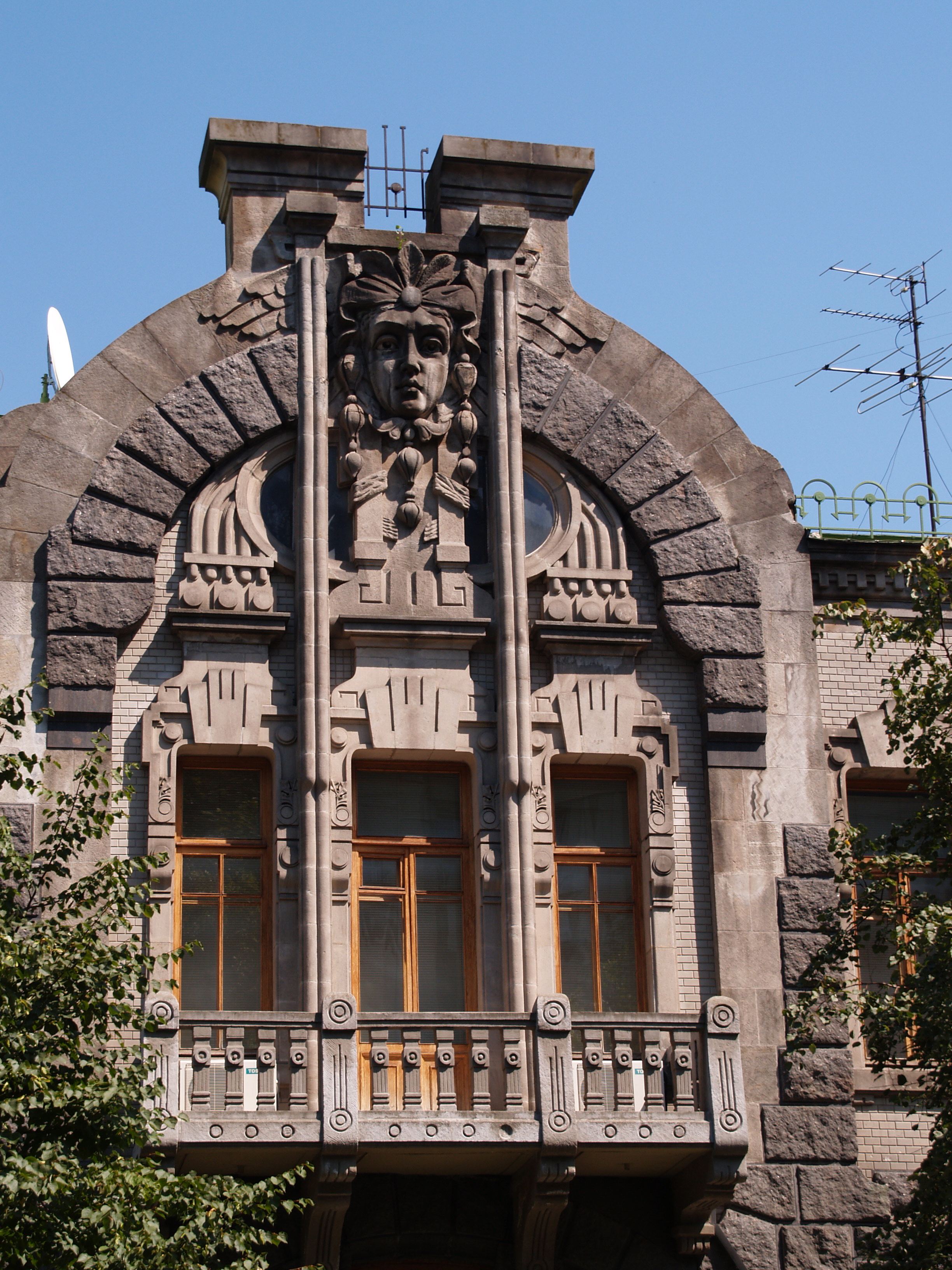
Центральний фрагмент головного фасаду